# Akihito vanuatu
Akihito vanuatu és una espècie de peix de la família dels gòbids i de l'ordre dels perciformes.

## Morfologia
- Els mascles poden assolir 4,3 cm de longitud total i les femelles 3,93.[3]

## Alimentació
Menja insectes aquàtics i crustacis.

## Hàbitat
És un peix d'aigua dolça, de clima tropical i bentopelàgic.

## Distribució geogràfica
Es troba a Oceania: Vanuatu.

## Observacions
És inofensiu per als humans.